# 宝丰街道
宝丰街道，是中华人民共和国湖北省武汉市硚口区下辖的一个乡镇级行政单位。

## 行政区划
宝丰街道下辖以下地区：
利北社区、祥和社区、三五零六社区、站邻园社区、桥北社区、航邮社区、同济医大社区、同济医院社区、宝地社区、公路社区、空后社区和宝丰社区。